# Andromède XXIII
Andromède XXIII est une galaxie naine du Groupe local découverte en 2011. C'est une des galaxies naines orbitant la galaxie d'Andromède actuellement connues.